# Liste des églises de la Vendée
La liste des églises de la Vendée recense de la manière la plus complète possible les églises, cathédrale et basiliques situées dans le département français de la Vendée .
Toutes sont situées dans le diocèse de Luçon.
Les communes suivantes ne comprennent pas d'église :
- La Faute-sur-Mer, qui abrite une chapelle : la chapelle Sainte-Thérèse ;
- Sainte-Pexine, qui abrite une chapelle : la chapelle Saint-Brice.

Précision étant faite que la commune déléguée de Saint-Germain-l'Aiguiller, aujourd'hui intégrée à Mouilleron-Saint-Germain, ne comprend pas non plus d'église.

## Classement
Le classement ci-après se fait par commune selon l'ordre alphabétique.
Il est fait état des diverses protections dont elles peuvent bénéficier, et notamment les inscriptions et classements au titre des monuments historiques.

## Liste
| Église                                                                     | Commune                                                    | Adresse | Coordonnées                        | Notice         | Protection     | Date           | Illustration                                                               |
| -------------------------------------------------------------------------- | ---------------------------------------------------------- | ------- | ---------------------------------- | -------------- | -------------- | -------------- | -------------------------------------------------------------------------- |
| Église Notre-Dame-de-l'Annonciation de La Chapelle-Achard                  | Les Achards                                                |         | 46° 35′ 26″ nord, 1° 38′ 50″ ouest |                |                |                | Église Notre-Dame-de-l'Annonciation de La Chapelle-Achard                  |
| Église Saint-Jacques de La Mothe-Achard                                    | Les Achards                                                |         | 46° 37′ 15″ nord, 1° 39′ 27″ ouest |                |                |                | Image manquante Téléverser                                                 |
| Église Saint-Nicolas de L'Aiguillon-sur-Mer                                | L'Aiguillon-sur-Mer                                        |         | 46° 19′ 59″ nord, 1° 18′ 18″ ouest |                |                |                | Église Saint-Nicolas de L'Aiguillon-sur-Mer                                |
| Église Notre-Dame de l'Aiguillon-sur-Vie                                   | L'Aiguillon-sur-Vie                                        |         | 46° 40′ 12″ nord, 1° 49′ 44″ ouest |                |                |                | Église Notre-Dame de l'Aiguillon-sur-Vie                                   |
| Église Saint-Benoît d'Aizenay                                              | Aizenay                                                    |         | 46° 44′ 23″ nord, 1° 36′ 32″ ouest | « PA85000028 » | Inscrit        | 2007           | Église Saint-Benoît d'Aizenay                                              |
| Église Notre-Dame-des-Anges d'Angles                                       | Angles                                                     |         | 46° 24′ 30″ nord, 1° 24′ 12″ ouest | « PA00110015 » | Classé         | 1913           | Église Notre-Dame-des-Anges d'Angles                                       |
| Église Saint-Hilaire d'Antigny                                             | Antigny                                                    |         | 46° 37′ 15″ nord, 0° 46′ 10″ ouest |                |                |                | Église Saint-Hilaire d'Antigny                                             |
| Église Saint-Martin d'Apremont                                             | Apremont                                                   |         | 46° 44′ 53″ nord, 1° 44′ 24″ ouest |                |                |                | Église Saint-Martin d'Apremont                                             |
| Église Saint-Laurent d'Aubigny                                             | Aubigny-les-Clouzeaux                                      |         | 46° 35′ 45″ nord, 1° 27′ 10″ ouest | « PA00110020 » | Inscrit        | 1926           | Église Saint-Laurent d'Aubigny                                             |
| Église Saint-Pierre des Clouzeaux                                          | Aubigny-les-Clouzeaux                                      |         | 46° 37′ 45″ nord, 1° 30′ 28″ ouest |                |                |                | Église Saint-Pierre des Clouzeaux                                          |
| Église Notre-Dame-de-la-Nativité d'Auzay                                   | Auchay-sur-Vendée                                          |         | 46° 26′ 36″ nord, 0° 51′ 39″ ouest |                |                |                | Église Notre-Dame-de-la-Nativité d'Auzay                                   |
| Église Saint-Étienne de Chaix                                              | Auchay-sur-Vendée                                          |         | 46° 25′ 58″ nord, 0° 51′ 22″ ouest |                |                |                | Église Saint-Étienne de Chaix                                              |
| Église Saint-Pierre d'Avrillé                                              | Avrillé                                                    |         | 46° 28′ 12″ nord, 1° 29′ 42″ ouest |                |                |                | Image manquante Téléverser                                                 |
| Église Saint-Nicolas de Barbâtre                                           | Barbâtre                                                   |         | 46° 56′ 40″ nord, 2° 10′ 53″ ouest |                |                |                | Église Saint-Nicolas de Barbâtre                                           |
| Église Saint-Louis de La Barre-de-Monts                                    | La Barre-de-Monts                                          |         | 46° 53′ 03″ nord, 2° 07′ 08″ ouest |                |                |                | Image manquante Téléverser                                                 |
| Église du Sacré-Cœur de Bazoges-en-Paillers                                | Bazoges-en-Paillers                                        |         | 46° 54′ 29″ nord, 1° 07′ 59″ ouest |                |                |                | Église du Sacré-Cœur de Bazoges-en-Paillers                                |
| Église Notre-Dame-de-l'Assomption de Bazoges-en-Pareds                     | Bazoges-en-Pareds                                          |         | 46° 39′ 23″ nord, 0° 54′ 52″ ouest |                |                |                | Église Notre-Dame-de-l'Assomption de Bazoges-en-Pareds                     |
| Église Notre-Dame-de-l'Annonciation de Beaufou                             | Beaufou                                                    |         | 46° 49′ 26″ nord, 1° 31′ 48″ ouest | « PA00110311 » | Inscrit        | 1992           | Église Notre-Dame-de-l'Annonciation de Beaufou                             |
| Église Saint-Jean-Baptiste de Beaulieu-sous-la-Roche                       | Beaulieu-sous-la-Roche                                     |         | 46° 40′ 33″ nord, 1° 36′ 38″ ouest |                |                |                | Image manquante Téléverser                                                 |
| Église Saint-Laurent de Beaurepaire                                        | Beaurepaire                                                |         | 46° 54′ 39″ nord, 1° 05′ 16″ ouest |                |                |                | Image manquante Téléverser                                                 |
| Église Saint-Philibert de Beauvoir-sur-Mer                                 | Beauvoir-sur-Mer                                           |         | 46° 54′ 56″ nord, 2° 02′ 38″ ouest | « PA00110037 » | Inscrit        | 1926           | Église Saint-Philibert de Beauvoir-sur-Mer                                 |
| Église ancienne de Belleville-sur-Vie                                      | Bellevigny                                                 |         | 46° 47′ 00″ nord, 1° 25′ 50″ ouest | « PA00110038 » | Classé         | 1947           | Image manquante Téléverser                                                 |
| Église Saint-Anne de Belleville-sur-Vie                                    | Bellevigny                                                 |         | 46° 46′ 51″ nord, 1° 25′ 49″ ouest |                |                |                | Église Saint-Anne de Belleville-sur-Vie                                    |
| Église Notre-Dame-de-l'Assomption de Saligny                               | Bellevigny                                                 |         | 46° 48′ 23″ nord, 1° 25′ 26″ ouest |                |                |                | Église Notre-Dame-de-l'Assomption de Saligny                               |
| Église Sainte-Eulalie de Benet                                             | Benet                                                      |         | 46° 21′ 58″ nord, 0° 35′ 51″ ouest | « PA00110039 » | Classé         | 1913           | Église Sainte-Eulalie de Benet                                             |
| Église Sainte-Christine de Sainte-Christine                                | Benet                                                      |         | 46° 21′ 26″ nord, 0° 39′ 48″ ouest |                |                |                | Image manquante Téléverser                                                 |
| Église Saint-Martin-de-Tours du Bernard                                    | Le Bernard                                                 |         | 46° 26′ 19″ nord, 1° 28′ 04″ ouest | « PA00110043 » | Inscrit        | 1927           | Église Saint-Martin-de-Tours du Bernard                                    |
| Église Saint-Blaise de La Bernardière                                      | La Bernardière                                             |         | 47° 03′ 01″ nord, 1° 15′ 54″ ouest |                |                |                | Image manquante Téléverser                                                 |
| Église Saint-Jean-Baptiste de Bessay                                       | Bessay                                                     |         | 46° 32′ 13″ nord, 1° 09′ 13″ ouest |                |                |                | Église Saint-Jean-Baptiste de Bessay                                       |
| Église Saint-Étienne de Bois-de-Céné                                       | Bois-de-Céné                                               |         | 46° 56′ 15″ nord, 1° 53′ 08″ ouest | « PA00110049 » | Inscrit        | 1926           | Église Saint-Étienne de Bois-de-Céné                                       |
| Église Notre-Dame de l'Assomption de La Boissière-de-Montaigu              | La Boissière-de-Montaigu                                   |         | 46° 56′ 57″ nord, 1° 11′ 24″ ouest |                |                |                | Église Notre-Dame de l'Assomption de La Boissière-de-Montaigu              |
| Église Notre-Dame de l'Assomption de La Boissière-des-Landes               | La Boissière-des-Landes                                    |         | 46° 33′ 56″ nord, 1° 27′ 40″ ouest |                |                |                | Église Notre-Dame de l'Assomption de La Boissière-des-Landes               |
| Église Notre-Dame de l'Assomption de Boufféré                              | Boufféré                                                   |         | 46° 57′ 36″ nord, 1° 20′ 24″ ouest |                |                |                | Église Notre-Dame de l'Assomption de Boufféré                              |
| Église Saint-Quentin de Bouillé-Courdault                                  | Bouillé-Courdault                                          |         | 46° 23′ 21″ nord, 0° 41′ 10″ ouest |                |                |                | Image manquante Téléverser                                                 |
| Église Notre-Dame de Bouin                                                 | Bouin                                                      |         | 46° 58′ 29″ nord, 1° 59′ 56″ ouest | « PA00110053 » | Inscrit        | 1927           | Église Notre-Dame de Bouin                                                 |
| Église Saint-Pierre du Boupère                                             | Le Boupère                                                 |         | 46° 47′ 41″ nord, 0° 55′ 39″ ouest | « PA00110054 » | Classé         | 1862           | Église Saint-Pierre du Boupère                                             |
| Église Saint-Jean-Baptiste de Bourneau                                     | Bourneau                                                   |         | 46° 32′ 23″ nord, 0° 49′ 02″ ouest | « PA00110055 » | Classé         | 1930           | Église Saint-Jean-Baptiste de Bourneau                                     |
| Église Saint-André de Bournezeau                                           | Bournezeau                                                 |         | 46° 38′ 08″ nord, 1° 10′ 09″ ouest |                |                |                | Image manquante Téléverser                                                 |
| Église Notre-Dame-de-l'Assomption de Saint-Vincent-Puymaufrais             | Bournezeau                                                 |         | 46° 35′ 15″ nord, 1° 05′ 39″ ouest |                |                |                | Image manquante Téléverser                                                 |
| Église Saint-Nicolas de Saint-Nicolas-de-Brem                              | Brem-sur-Mer                                               |         | 46° 36′ 36″ nord, 1° 50′ 27″ ouest | « PA00110057 » | Classé         | 1956           | Église Saint-Nicolas de Saint-Nicolas-de-Brem                              |
| Église Saint-Martin de Brem-sur-Mer                                        | Brem-sur-Mer                                               |         | 46° 36′ 19″ nord, 1° 49′ 48″ ouest |                |                |                | Image manquante Téléverser                                                 |
| Église Notre-Dame-de-l'Assomption de Bretignolles-sur-Mer                  | Bretignolles-sur-Mer                                       |         | 46° 37′ 41″ nord, 1° 51′ 17″ ouest |                |                |                | Église Notre-Dame-de-l'Assomption de Bretignolles-sur-Mer                  |
| Église Notre-Dame-de-l'Assomption de la Bretonnière                        | La Bretonnière-la-Claye                                    |         | 46° 28′ 57″ nord, 1° 15′ 20″ ouest |                |                |                | Église Notre-Dame-de-l'Assomption de la Bretonnière                        |
| Église Saint-Hilaire de la Claye                                           | La Bretonnière-la-Claye                                    |         | 46° 28′ 44″ nord, 1° 17′ 03″ ouest |                |                |                | Église Saint-Hilaire de la Claye                                           |
| Église Saint-Hilaire de Breuil-Barret                                      | Breuil-Barret                                              |         | 46° 39′ 10″ nord, 0° 40′ 57″ ouest |                |                |                | Église Saint-Hilaire de Breuil-Barret                                      |
| Église Notre-Dame-de-l'Assomption des Brouzils                             | Les Brouzils                                               |         | 46° 53′ 13″ nord, 1° 19′ 16″ ouest |                |                |                | Image manquante Téléverser                                                 |
| Église Sainte-Radegonde de La Bruffière                                    | La Bruffière                                               |         | 47° 00′ 49″ nord, 1° 11′ 50″ ouest | « PA85000027 » | Inscrit        | 2007           | Église Sainte-Radegonde de La Bruffière                                    |
| Église Saint-Jean-l'Évangéliste de La Caillère                             | La Caillère-Saint-Hilaire                                  |         | 46° 37′ 08″ nord, 0° 54′ 48″ ouest | « PA00110062 » | Inscrit        | 1927           | Église Saint-Jean-l'Évangéliste de La Caillère                             |
| Église Saint-Hilaire de Saint-Hilaire du Bois                              | La Caillère-Saint-Hilaire                                  |         | 46° 38′ 10″ nord, 0° 56′ 28″ ouest |                |                |                | Image manquante Téléverser                                                 |
| Église Saint-Hilaire de Cezais                                             | Cezais                                                     |         | 46° 35′ 20″ nord, 0° 49′ 10″ ouest | « PA00110293 » | Inscrit        | 1989           | Église Saint-Hilaire de Cezais                                             |
| Église Sainte-Marie-Madeleine de Chaillé-les-Marais                        | Chaillé-les-Marais                                         |         | 46° 23′ 37″ nord, 1° 01′ 16″ ouest |                |                |                | Église Sainte-Marie-Madeleine de Chaillé-les-Marais                        |
| Église Saint-Louis du Sableau                                              | Chaillé-les-Marais                                         |         | 46° 22′ 04″ nord, 0° 59′ 29″ ouest |                |                |                | Image manquante Téléverser                                                 |
| Église Notre-Dame-de-l'Annonciation de La Chaize-Giraud                    | La Chaize-Giraud                                           |         | 46° 38′ 55″ nord, 1° 49′ 06″ ouest | « PA00110013 » | Classé         | 1921           | Église Notre-Dame-de-l'Annonciation de La Chaize-Giraud                    |
| Église Saint-Nicolas de La Chaize-le-Vicomte                               | La Chaize-le-Vicomte                                       |         | 46° 40′ 16″ nord, 1° 17′ 41″ ouest | « PA00110066 » | Classé         | 1908           | Église Saint-Nicolas de La Chaize-le-Vicomte                               |
| Église Notre-Dame de Challans                                              | Challans                                                   |         | 46° 50′ 46″ nord, 1° 53′ 00″ ouest |                |                |                | Église Notre-Dame de Challans                                              |
| Église Notre-Dame-de-la-Nativité de Chambretaud                            | Chambretaud                                                |         | 46° 55′ 20″ nord, 0° 57′ 56″ ouest | « PA85000029 » | Inscrit        | 2007           | Église Notre-Dame-de-la-Nativité de Chambretaud                            |
| Église Saint-Hilaire de Champagné-les-Marais                               | Champagné-les-Marais                                       |         | 46° 22′ 50″ nord, 1° 07′ 24″ ouest |                |                |                | Église Saint-Hilaire de Champagné-les-Marais                               |
| Église Saint-Pierre du Champ-Saint-Père                                    | Le Champ-Saint-Père                                        |         | 46° 30′ 27″ nord, 1° 20′ 46″ ouest |                |                |                | Église Saint-Pierre du Champ-Saint-Père                                    |
| Église Saint-Pierre de Chantonnay                                          | Chantonnay                                                 |         | 46° 41′ 14″ nord, 1° 03′ 01″ ouest |                |                |                | Image manquante Téléverser                                                 |
| Église Saint-Pierre-et-Saint-Paul de Puybelliard                           | Chantonnay                                                 |         | 46° 42′ 26″ nord, 1° 01′ 45″ ouest |                |                |                | Image manquante Téléverser                                                 |
| Église Saint-Médard de Saint-Mars-des-Prés                                 | Chantonnay                                                 |         | 46° 40′ 58″ nord, 0° 59′ 57″ ouest |                |                |                | Église Saint-Médard de Saint-Mars-des-Prés                                 |
| Église Saint-Philbert de Saint-Philbert-du-Pont-Charrault                  | Chantonnay                                                 |         | 46° 39′ 27″ nord, 0° 59′ 32″ ouest |                |                |                | Église Saint-Philbert de Saint-Philbert-du-Pont-Charrault                  |
| Église Saint-Maurice de La Chapelle-aux-Lys                                | La Chapelle-aux-Lys                                        |         | 46° 37′ 44″ nord, 0° 39′ 34″ ouest |                |                |                | Image manquante Téléverser                                                 |
| Église Saints-Pierre-et-Paul de La Chapelle-Hermier                        | La Chapelle-Hermier                                        |         | 46° 41′ 03″ nord, 1° 43′ 14″ ouest |                |                |                | Image manquante Téléverser                                                 |
| Église Saint-Pierre de La Chapelle-Palluau                                 | La Chapelle-Palluau                                        |         | 46° 47′ 02″ nord, 1° 37′ 19″ ouest |                |                |                | Image manquante Téléverser                                                 |
| Église Notre-Dame-de-l'Assomption de La Chapelle-Thémer                    | La Chapelle-Thémer                                         |         | 46° 33′ 34″ nord, 0° 57′ 28″ ouest |                |                |                | Église Notre-Dame-de-l'Assomption de La Chapelle-Thémer                    |
| Église Saint-Pierre de Chasnais                                            | Chasnais                                                   |         | 46° 27′ 31″ nord, 1° 13′ 47″ ouest |                |                |                | Église Saint-Pierre de Chasnais                                            |
| Église Saint-Jean-Baptiste de La Châtaigneraie                             | La Châtaigneraie                                           |         | 46° 38′ 55″ nord, 0° 44′ 29″ ouest |                |                |                | Église Saint-Jean-Baptiste de La Châtaigneraie                             |
| Église Saint-Hilaire de Château-d'Olonne                                   | Château-d'Olonne                                           |         | 46° 30′ 22″ nord, 1° 44′ 09″ ouest |                |                |                | Image manquante Téléverser                                                 |
| Ancienne église de Corbaon (porte du clocher)                              | Château-Guibert                                            |         | 46° 33′ 43″ nord, 1° 14′ 40″ ouest |                |                |                | Image manquante Téléverser                                                 |
| Église Notre-Dame-de-la-Nativité de Château-Guibert                        | Château-Guibert                                            |         | 46° 34′ 45″ nord, 1° 14′ 14″ ouest |                |                |                | Église Notre-Dame-de-la-Nativité de Château-Guibert                        |
| Église Notre-Dame-de-l'Assomption de Châteauneuf                           | Châteauneuf                                                |         | 46° 55′ 02″ nord, 1° 54′ 40″ ouest |                |                |                | Église Notre-Dame-de-l'Assomption de Châteauneuf                           |
| Église Saint-Christophe de Chauché                                         | Chauché                                                    |         | 46° 49′ 42″ nord, 1° 16′ 15″ ouest |                |                |                | Église Saint-Christophe de Chauché                                         |
| Église Saint-Pierre-et-Saint-Paul de Chavagnes-en-Paillers                 | Chavagnes-en-Paillers                                      |         | 46° 53′ 35″ nord, 1° 15′ 01″ ouest |                |                |                | Église Saint-Pierre-et-Saint-Paul de Chavagnes-en-Paillers                 |
| Église Notre-Dame-de-l'Assomption de Chavagnes-les-Redoux                  | Chavagnes-les-Redoux                                       |         | 46° 43′ 04″ nord, 0° 55′ 11″ ouest |                |                |                | Église Notre-Dame-de-l'Assomption de Chavagnes-les-Redoux                  |
| Église Saint-Pierre de Cheffois                                            | Cheffois                                                   |         | 46° 40′ 05″ nord, 0° 47′ 24″ ouest | « PA00110075 » | Classé         | 1982           | Église Saint-Pierre de Cheffois                                            |
| Église Notre-Dame-de-l'Assomption de Coëx                                  | Coëx                                                       |         | 46° 41′ 50″ nord, 1° 45′ 40″ ouest |                |                |                | Église Notre-Dame-de-l'Assomption de Coëx                                  |
| Église Saints-Pierre-et-Paul de Commequiers                                | Commequiers                                                |         | 46° 45′ 43″ nord, 1° 50′ 12″ ouest |                |                |                | Église Saints-Pierre-et-Paul de Commequiers                                |
| Église Saint-Jean-l'Évangéliste de La Copechagnière                        | La Copechagnière                                           |         | 46° 50′ 57″ nord, 1° 20′ 45″ ouest |                |                |                | Église Saint-Jean-l'Évangéliste de La Copechagnière                        |
| Église Saint-Éphrem de Corpe                                               | Corpe                                                      |         | 46° 30′ 21″ nord, 1° 10′ 51″ ouest |                |                |                | Église Saint-Éphrem de Corpe                                               |
| Église Notre-Dame-de-l'Assomption de La Couture                            | La Couture                                                 |         | 46° 31′ 16″ nord, 1° 15′ 47″ ouest |                |                |                | Église Notre-Dame-de-l'Assomption de La Couture                            |
| Église Saint-Pierre de Cugand                                              | Cugand                                                     |         | 47° 03′ 48″ nord, 1° 15′ 18″ ouest |                |                |                | Image manquante Téléverser                                                 |
| Église Saint-Romain de Curzon                                              | Curzon                                                     |         | 46° 26′ 52″ nord, 1° 18′ 29″ ouest | « PA00110085 » | Classé         | 1875           | Église Saint-Romain de Curzon                                              |
| Église Saint-Guy de Damvix                                                 | Damvix                                                     |         | 46° 18′ 53″ nord, 0° 44′ 00″ ouest | « PA85000017 » | Inscrit        | 2000           | Église Saint-Guy de Damvix                                                 |
| Église Saint-Pierre de Doix                                                | Doix lès Fontaines                                         |         | 46° 23′ 33″ nord, 0° 48′ 23″ ouest | « PA00110087 » | Inscrit        | 1989           | Église Saint-Pierre de Doix                                                |
| Église Notre-Dame-des-Sources de Fontaines                                 | Doix lès Fontaines                                         |         | 46° 25′ 20″ nord, 0° 49′ 06″ ouest | « PA00110096 » | Classé         | 1952           | Église Notre-Dame-des-Sources de Fontaines                                 |
| Église Saint-Pierre de Dompierre-sur-Yon                                   | Dompierre-sur-Yon                                          |         | 46° 44′ 20″ nord, 1° 23′ 06″ ouest |                |                |                | Image manquante Téléverser                                                 |
| Église Notre Dame-des-Collines des Épesses                                 | Les Epesses                                                |         | 46° 53′ 01″ nord, 0° 53′ 57″ ouest | « PA00110090 » | Classé         | 1991           | Église Notre Dame-des-Collines des Épesses                                 |
| Église Saint-Jean-Baptiste de l'Épine                                      | L'Épine                                                    |         | 46° 58′ 47″ nord, 2° 16′ 08″ ouest |                |                |                | Église Saint-Jean-Baptiste de l'Épine                                      |
| Église Notre-Dame de Boulogne (Vendée)                                     | Essarts en Bocage                                          |         | 46° 47′ 39″ nord, 1° 19′ 14″ ouest |                |                |                | Église Notre-Dame de Boulogne (Vendée)                                     |
| Église Saint-Pierre des Essarts                                            | Essarts en Bocage                                          |         | 46° 46′ 24″ nord, 1° 13′ 35″ ouest | « PA00110092 » | Classé         | 1971           | Église Saint-Pierre des Essarts                                            |
| Église Saint-Joseph de L'Oie                                               | Essarts en Bocage                                          |         | 46° 47′ 53″ nord, 1° 07′ 53″ ouest |                |                |                | Église Saint-Joseph de L'Oie                                               |
| Église Sainte-Florence de Sainte-Florence                                  | Essarts en Bocage                                          |         | 46° 47′ 49″ nord, 1° 08′ 59″ ouest |                |                |                | Église Sainte-Florence de Sainte-Florence                                  |
| Église Saint-Pierre de Falleron                                            | Falleron                                                   |         | 46° 53′ 01″ nord, 1° 42′ 09″ ouest |                |                |                | Église Saint-Pierre de Falleron                                            |
| Église Saint-Louis de Faymoreau                                            | Faymoreau                                                  |         | 46° 32′ 16″ nord, 0° 37′ 39″ ouest |                |                |                | Église Saint-Louis de Faymoreau                                            |
| Église Saint-Laurent du Fenouiller                                         | Le Fenouiller                                              |         | 46° 43′ 09″ nord, 1° 54′ 07″ ouest |                |                |                | Église Saint-Laurent du Fenouiller                                         |
| Église Sainte-Radégonde de La Ferrière                                     | La Ferrière                                                |         | 46° 42′ 47″ nord, 1° 18′ 49″ ouest |                |                |                | Église Sainte-Radégonde de La Ferrière                                     |
| Église Notre-Dame de Charzais                                              | Fontenay-le-Comte                                          |         | 46° 28′ 03″ nord, 0° 46′ 29″ ouest |                |                |                | Image manquante Téléverser                                                 |
| Église Notre-Dame de Fontenay-le-Comte                                     | Fontenay-le-Comte                                          |         | 46° 28′ 02″ nord, 0° 48′ 26″ ouest | « PA00110100 » | Classé         | 1862           | Église Notre-Dame de Fontenay-le-Comte                                     |
| Église Saint-Jean de Fontenay-le-Comte                                     | Fontenay-le-Comte                                          |         | 46° 27′ 58″ nord, 0° 47′ 55″ ouest | « PA00110101 » | Classé         | 1906           | Église Saint-Jean de Fontenay-le-Comte                                     |
| Église Saint-Médard de Saint-Médard-des-Prés                               | Fontenay-le-Comte                                          |         | 46° 27′ 12″ nord, 0° 48′ 51″ ouest |                |                |                | Image manquante Téléverser                                                 |
| Église Notre-Dame-de-l'Assomption de Fougeré                               | Fougeré                                                    |         | 46° 39′ 33″ nord, 1° 13′ 55″ ouest |                |                |                | Église Notre-Dame-de-l'Assomption de Fougeré                               |
| Église Saint-Hilaire de Foussais-Payré                                     | Foussais-Payré                                             |         | 46° 31′ 48″ nord, 0° 40′ 58″ ouest | « PA00110120 » | Classé         | 1862           | Église Saint-Hilaire de Foussais-Payré                                     |
| Église Sainte-Marie-Madeleine de Froidfond                                 | Froidfond                                                  |         | 46° 52′ 10″ nord, 1° 45′ 22″ ouest |                |                |                | Église Sainte-Marie-Madeleine de Froidfond                                 |
| Église Notre-Dame de La Garnache                                           | La Garnache                                                |         | 46° 53′ 23″ nord, 1° 49′ 57″ ouest |                |                |                | Église Notre-Dame de La Garnache                                           |
| Église Saint-Pierre de La Gaubretière                                      | La Gaubretière                                             |         | 46° 56′ 35″ nord, 1° 03′ 51″ ouest |                |                |                | Église Saint-Pierre de La Gaubretière                                      |
| Église Notre-Dame-de-l'Assomption de La Genétouze                          | La Genétouze                                               |         | 46° 43′ 33″ nord, 1° 30′ 47″ ouest |                |                |                | Église Notre-Dame-de-l'Assomption de La Genétouze                          |
| Église Saint-Généreux du Girouard                                          | Le Girouard                                                |         | 46° 34′ 06″ nord, 1° 36′ 02″ ouest |                |                |                | Église Saint-Généreux du Girouard                                          |
| Église Saint-Jean-Baptiste de Givrand                                      | Givrand                                                    |         | 46° 40′ 16″ nord, 1° 52′ 59″ ouest |                |                |                | Église Saint-Jean-Baptiste de Givrand                                      |
| Église Saint-Martin-de-Vertou du Givre                                     | Le Givre                                                   |         | 46° 27′ 43″ nord, 1° 23′ 55″ ouest |                |                |                | Église Saint-Martin-de-Vertou du Givre                                     |
| Église Notre-Dame-de-l'Assomption de Grand'Landes                          | Grand'Landes                                               |         | 46° 49′ 18″ nord, 1° 38′ 59″ ouest |                |                |                | Église Notre-Dame-de-l'Assomption de Grand'Landes                          |
| Église Saint-Nicolas de Grosbreuil                                         | Grosbreuil                                                 |         | 46° 32′ 20″ nord, 1° 37′ 02″ ouest |                |                |                | Église Saint-Nicolas de Grosbreuil                                         |
| Église Saint-Nicolas de Grues                                              | Grues                                                      |         | 46° 23′ 55″ nord, 1° 18′ 08″ ouest |                |                |                | Église Saint-Nicolas de Grues                                              |
| Église Saint-Martin-de-Tours du Gué-de-Velluire                            | Le Gué-de-Velluire                                         |         | 46° 22′ 21″ nord, 0° 55′ 05″ ouest |                |                |                | Église Saint-Martin-de-Tours du Gué-de-Velluire                            |
| Église Notre-Dame-de-Bon-Secours de La Guérinière                          | La Guérinière                                              |         | 46° 58′ 02″ nord, 2° 14′ 01″ ouest |                |                |                | Église Notre-Dame-de-Bon-Secours de La Guérinière                          |
| Église Saint-Pierre de La Guyonnière                                       | La Guyonnière                                              |         | 46° 57′ 58″ nord, 1° 14′ 57″ ouest |                |                |                | Église Saint-Pierre de La Guyonnière                                       |
| Église Sainte-Madeleine de L'Herbergement                                  | L'Herbergement                                             |         | 46° 54′ 32″ nord, 1° 22′ 39″ ouest |                |                |                | Image manquante Téléverser                                                 |
| Église Saint-Sauveur d'Ardelay                                             | Les Herbiers                                               |         | 46° 51′ 10″ nord, 1° 00′ 20″ ouest |                |                |                | Église Saint-Sauveur d'Ardelay                                             |
| Église Notre-Dame des Herbiers                                             | Les Herbiers                                               |         | 46° 52′ 17″ nord, 1° 00′ 46″ ouest | « PA00110135 » | Inscrit        | 1927           | Église Notre-Dame des Herbiers                                             |
| Église Saint-Pierre des Herbiers                                           | Les Herbiers                                               |         | 46° 52′ 17″ nord, 1° 00′ 46″ ouest |                |                |                | Image manquante Téléverser                                                 |
| Église de la Nativité-de-Notre-Dame de L'Hermenault                        | L'Hermenault                                               |         | 46° 31′ 12″ nord, 0° 54′ 12″ ouest | « PA00110139 » | Inscrit        | 1984           | Église de la Nativité-de-Notre-Dame de L'Hermenault                        |
| Église Saint-Hilaire de L'Île-d'Elle                                       | L'Île-d'Elle                                               |         | 46° 19′ 48″ nord, 0° 56′ 45″ ouest |                |                |                | Église Saint-Hilaire de L'Île-d'Elle                                       |
| Église Saint-Martin-de-Vertou de L'Île-d'Olonne                            | L'Île-d'Olonne                                             |         | 46° 33′ 42″ nord, 1° 46′ 56″ ouest |                |                |                | Église Saint-Martin-de-Vertou de L'Île-d'Olonne                            |
| Église Saint-Sauveur de Saint-Sauveur                                      | L'Île-d'Yeu                                                |         | 46° 42′ 22″ nord, 2° 19′ 54″ ouest | « PA00110145 » | Classé         | 1906           | Église Saint-Sauveur de Saint-Sauveur                                      |
| Église Notre-Dame-de-l'Assomption de Port-Joinville                        | L'Île-d'Yeu                                                |         | 46° 43′ 24″ nord, 2° 21′ 01″ ouest |                |                |                | Église Notre-Dame-de-l'Assomption de Port-Joinville                        |
| Église Sainte-Radégonde de Jard-sur-Mer                                    | Jard-sur-Mer                                               |         | 46° 25′ 13″ nord, 1° 34′ 26″ ouest | « PA00110150 » | Classé         | 1947           | Église Sainte-Radégonde de Jard-sur-Mer                                    |
| Église Sainte-Marie-Madeleine de La Jaudonnière                            | La Jaudonnière                                             |         | 46° 38′ 33″ nord, 0° 57′ 49″ ouest |                |                |                | Église Sainte-Marie-Madeleine de La Jaudonnière                            |
| Église Saint-Pierre de Pareds (vestiges)                                   | La Jaudonnière                                             |         | 46° 38′ 33″ nord, 0° 57′ 49″ ouest |                |                |                | Église Saint-Pierre de Pareds (vestiges)                                   |
| Église Saint-Martin de La Jonchère                                         | La Jonchère                                                |         | 46° 26′ 24″ nord, 1° 22′ 31″ ouest | « PA00110314 » | Inscrit        | 1992           | Église Saint-Martin de La Jonchère                                         |
| Église Saint-Pierre de Lairoux                                             | Lairoux                                                    |         | 46° 26′ 49″ nord, 1° 16′ 00″ ouest |                |                |                | Église Saint-Pierre de Lairoux                                             |
| Église Notre-Dame-de-l'Assomption de Landeronde                            | Landeronde                                                 |         | 46° 39′ 32″ nord, 1° 34′ 18″ ouest |                |                |                | Église Notre-Dame-de-l'Assomption de Landeronde                            |
| Église Notre-Dame-de-l'Assomption des Landes-Genusson                      | Les Landes-Genusson                                        |         | 46° 57′ 49″ nord, 1° 07′ 08″ ouest |                |                |                | Église Notre-Dame-de-l'Assomption des Landes-Genusson                      |
| Église Saint-Pierre de Landevieille                                        | Landevieille                                               |         | 46° 38′ 28″ nord, 1° 48′ 21″ ouest |                |                |                | Église Saint-Pierre de Landevieille                                        |
| Église Saint-Pierre du Langon                                              | Le Langon                                                  |         | 46° 26′ 14″ nord, 0° 57′ 11″ ouest |                |                |                | Église Saint-Pierre du Langon                                              |
| Église Notre-Dame de Liez                                                  | Liez                                                       |         | 46° 22′ 11″ nord, 0° 42′ 09″ ouest | « PA00132745 » | Inscrit        | 1994           | Église Notre-Dame de Liez                                                  |
| Église Saint-Gilles de Loge-Fougereuse                                     | Loge-Fougereuse                                            |         | 46° 36′ 53″ nord, 0° 41′ 32″ ouest |                |                |                | Église Saint-Gilles de Loge-Fougereuse                                     |
| Église Saint-Christophe de Longèves                                        | Longèves                                                   |         | 46° 28′ 48″ nord, 0° 51′ 05″ ouest |                |                |                | Église Saint-Christophe de Longèves                                        |
| Église Notre-Dame-de-l'Assomption de Longeville-sur-Mer                    | Longeville-sur-Mer                                         |         | 46° 25′ 26″ nord, 1° 29′ 23″ ouest | « PA00110152 » | Inscrit        | 1927           | Église Notre-Dame-de-l'Assomption de Longeville-sur-Mer                    |
| Cathédrale Notre-Dame-de-l'Assomption de Luçon                             | Luçon                                                      |         | 46° 27′ 16″ nord, 1° 10′ 00″ ouest | « PA00110153 » | Classé Inscrit | 1906 1915 1992 | Cathédrale Notre-Dame-de-l'Assomption de Luçon                             |
| Église Saint-Pierre du Grand-Luc                                           | Les Lucs-sur-Boulogne                                      |         | 46° 50′ 38″ nord, 1° 29′ 42″ ouest |                |                |                | Église Saint-Pierre du Grand-Luc                                           |
| Église Saint-Pierre-des-Liens de Maché                                     | Maché                                                      |         | 46° 45′ 19″ nord, 1° 41′ 07″ ouest |                |                |                | Église Saint-Pierre-des-Liens de Maché                                     |
| Église Saint-Nicolas des Magnils-Reigniers                                 | Les Magnils-Reigniers                                      |         | 46° 28′ 42″ nord, 1° 13′ 09″ ouest | « PA00110159 » | Classé         | 1906           | Église Saint-Nicolas des Magnils-Reigniers                                 |
| Église Notre-Dame-de-l'Assomption de Maillé                                | Maillé                                                     |         | 46° 20′ 32″ nord, 0° 47′ 23″ ouest | « PA00110161 » | Inscrit Classé | 1927 1988      | Église Notre-Dame-de-l'Assomption de Maillé                                |
| Église Saint-Nicolas de Maillezais                                         | Maillezais                                                 |         | 46° 22′ 16″ nord, 0° 44′ 20″ ouest | « PA00110164 » | Classé         | 1840           | Église Saint-Nicolas de Maillezais                                         |
| Église Saint-Gilles de Mallièvre                                           | Mallièvre                                                  |         | 46° 54′ 44″ nord, 0° 51′ 51″ ouest |                |                |                | Église Saint-Gilles de Mallièvre                                           |
| Église Notre-Dame de Dissais                                               | Mareuil-sur-Lay-Dissais                                    |         | 46° 31′ 53″ nord, 1° 11′ 32″ ouest | « PA00110166 » | Inscrit        | 1932           | Église Notre-Dame de Dissais                                               |
| Église Saint-Sauveur de Mareuil                                            | Mareuil-sur-Lay-Dissais                                    |         | 46° 32′ 07″ nord, 1° 13′ 15″ ouest | « PA00110165 » | Classé         | 1877           | Église Saint-Sauveur de Mareuil                                            |
| Église Saint-Pierre de Marillet                                            | Marillet                                                   |         | 46° 34′ 02″ nord, 0° 38′ 04″ ouest |                |                |                | Image manquante Téléverser                                                 |
| Église Saint-Pierre de Marsais                                             | Marsais-Sainte-Radégonde                                   |         | 46° 32′ 10″ nord, 0° 52′ 39″ ouest |                |                |                | Église Saint-Pierre de Marsais                                             |
| Église Sainte-Radégonde de Sainte-Radégonde-la-Vineuse                     | Marsais-Sainte-Radégonde                                   |         | 46° 31′ 36″ nord, 0° 51′ 41″ ouest |                |                |                | Église Sainte-Radégonde de Sainte-Radégonde-la-Vineuse                     |
| Église Saint-Pierre de Martinet                                            | Martinet                                                   |         | 46° 40′ 35″ nord, 1° 40′ 41″ ouest |                |                |                | Image manquante Téléverser                                                 |
| Église de l'Immaculée-Conception du Mazeau                                 | Le Mazeau                                                  |         | 46° 20′ 07″ nord, 0° 40′ 39″ ouest |                |                |                | Église de l'Immaculée-Conception du Mazeau                                 |
| Église Saint-Martin de La Meilleraie-Tillay                                | La Meilleraie-Tillay                                       |         | 46° 44′ 30″ nord, 0° 50′ 56″ ouest |                |                |                | Église Saint-Martin de La Meilleraie-Tillay                                |
| Église Notre-Dame-de-l'Assomption de Menomblet                             | Menomblet                                                  |         | 46° 43′ 55″ nord, 0° 42′ 40″ ouest | « PA00110300 » | Inscrit        | 1991           | Église Notre-Dame-de-l'Assomption de Menomblet                             |
| Église Saint-Jean-Baptiste de La Merlatière                                | La Merlatière                                              |         | 46° 46′ 09″ nord, 1° 18′ 04″ ouest |                |                |                | Église Saint-Jean-Baptiste de La Merlatière                                |
| Église Saint-Médard de Mervent                                             | Mervent                                                    |         | 46° 31′ 21″ nord, 0° 45′ 22″ ouest |                |                |                | Église Saint-Médard de Mervent                                             |
| Ancienne église Saint-Christophe de Mesnard-la-Barotière                   | Mesnard-la-Barotière                                       |         | 46° 51′ 36″ nord, 1° 05′ 49″ ouest | « PA00110170 » | Inscrit        | 1951           | Ancienne église Saint-Christophe de Mesnard-la-Barotière                   |
| Église Notre-Dame du Rosaire de Mesnard-la-Barotière                       | Mesnard-la-Barotière                                       |         | 46° 51′ 34″ nord, 1° 06′ 03″ ouest |                |                |                | Église Notre-Dame du Rosaire de Mesnard-la-Barotière                       |
| Église Notre-Dame-de-l'Assomption de Monsireigne                           | Monsireigne                                                |         | 46° 44′ 41″ nord, 0° 56′ 55″ ouest |                |                |                | Image manquante Téléverser                                                 |
| Église Saint-Jean-Baptiste de Montaigu                                     | Montaigu                                                   |         | 46° 58′ 33″ nord, 1° 18′ 43″ ouest |                |                |                | Église Saint-Jean-Baptiste de Montaigu                                     |
| Église Notre-Dame de Montournais                                           | Montournais                                                |         | 46° 44′ 30″ nord, 0° 45′ 46″ ouest | « PA00125657 » | Inscrit        | 1993           | Église Notre-Dame de Montournais                                           |
| Église Notre-Dame-de-l'Assomption de Montreuil                             | Montreuil                                                  |         | 46° 24′ 29″ nord, 0° 50′ 12″ ouest | « PA00110171 » | Inscrit        | 1927           | Image manquante Téléverser                                                 |
| Église Notre-Dame-de-l'Assomption de Mormaison                             | Montréverd                                                 |         | 46° 54′ 24″ nord, 1° 27′ 01″ ouest |                |                |                | Église Notre-Dame-de-l'Assomption de Mormaison                             |
| Église Saint-André de Saint-André-Treize-Voies                             | Montréverd                                                 |         | 46° 56′ 03″ nord, 1° 24′ 42″ ouest |                |                |                | Église Saint-André de Saint-André-Treize-Voies                             |
| Église Saint-Sulpice de Saint-Sulpice-le-Verdon                            | Montréverd                                                 |         | 46° 53′ 37″ nord, 1° 25′ 16″ ouest |                |                |                | Image manquante Téléverser                                                 |
| Église Saint-Joseph de Moreilles                                           | Moreilles                                                  |         | 46° 25′ 15″ nord, 1° 04′ 58″ ouest |                |                |                | Image manquante Téléverser                                                 |
| Église Saint-Léonard d'Évrunes                                             | Mortagne-sur-Sèvre                                         |         | 47° 00′ 00″ nord, 0° 58′ 19″ ouest |                |                |                | Église Saint-Léonard d'Évrunes                                             |
| Église Saint-Pierre de Mortagne-sur-Sèvre                                  | Mortagne-sur-Sèvre                                         |         | 46° 59′ 32″ nord, 0° 57′ 16″ ouest | « PA00110172 » | Classé         | 1906           | Église Saint-Pierre de Mortagne-sur-Sèvre                                  |
| Église Saint-Hilaire de Saint-Hilaire-de-Mortagne                          | Mortagne-sur-Sèvre                                         |         | 46° 58′ 32″ nord, 0° 56′ 24″ ouest |                |                |                | Image manquante Téléverser                                                 |
| Église Saint-Pierre de Mouchamps                                           | Mouchamps                                                  |         | 46° 46′ 46″ nord, 1° 03′ 41″ ouest | « PA85000052 » | Inscrit        | 2013           | Image manquante Téléverser                                                 |
| Église Saint-Martin-de-Tours de Mouilleron-le-Captif                       | Mouilleron-le-Captif                                       |         | 46° 43′ 11″ nord, 1° 27′ 32″ ouest |                |                |                | Église Saint-Martin-de-Tours de Mouilleron-le-Captif                       |
| Église Saint-Hilaire de Mouilleron-en-Pareds                               | Mouilleron-Saint-Germain                                   |         | 46° 40′ 34″ nord, 0° 50′ 54″ ouest | « PA00110174 » | Inscrit        | 1978           | Église Saint-Hilaire de Mouilleron-en-Pareds                               |
| Église Saint-Jacques de Moutiers-les-Mauxfaits                             | Moutiers-les-Mauxfaits                                     |         | 46° 29′ 24″ nord, 1° 25′ 39″ ouest | « PA00110177 » | Classé         | 1908           | Église Saint-Jacques de Moutiers-les-Mauxfaits                             |
| Église Saint-Pierre de Moutiers-sur-le-Lay                                 | Moutiers-sur-le-Lay                                        |         | 46° 33′ 20″ nord, 1° 09′ 33″ ouest | « PA00110179 » | Inscrit        | 1984           | Église Saint-Pierre de Moutiers-sur-le-Lay                                 |
| Église de la Sainte-Trinité de Mouzeuil-Saint-Martin                       | Mouzeuil-Saint-Martin                                      |         | 46° 27′ 54″ nord, 0° 59′ 00″ ouest | « PA85000010 » | Inscrit        | 1997           | Église de la Sainte-Trinité de Mouzeuil-Saint-Martin                       |
| Église Saint-Hilaire de Nalliers                                           | Nalliers                                                   |         | 46° 28′ 15″ nord, 1° 01′ 36″ ouest | « PA00110295 » | Inscrit        | 1989           | Église Saint-Hilaire de Nalliers                                           |
| Église Saint-Pierre de Nesmy                                               | Nesmy                                                      |         | 46° 35′ 34″ nord, 1° 24′ 08″ ouest |                |                |                | Église Saint-Pierre de Nesmy                                               |
| Église Saint-Pierre de Nieul-le-Dolent                                     | Nieul-le-Dolent                                            |         | 46° 34′ 31″ nord, 1° 30′ 35″ ouest |                |                |                | Église Saint-Pierre de Nieul-le-Dolent                                     |
| Église abbatiale de l'abbaye Saint-Vincent de Nieul-sur-l'Autise           | Nieul-sur-l'Autise                                         |         | 46° 25′ 18″ nord, 0° 40′ 48″ ouest | « PA00110180 » | Classé         | 1862 1875      | Église abbatiale de l'abbaye Saint-Vincent de Nieul-sur-l'Autise           |
| Église du Sacré-Cœur de l'Herbaudière                                      | Noirmoutier-en-l'Île                                       |         | 47° 01′ 02″ nord, 2° 17′ 43″ ouest |                |                |                | Église du Sacré-Cœur de l'Herbaudière                                      |
| Église Saint-Philbert de Noirmoutier-en-l'Île                              | Noirmoutier-en-l'Île                                       |         | 47° 00′ 01″ nord, 2° 14′ 28″ ouest | « PA00110185 » | Classé         | 1898           | Église Saint-Philbert de Noirmoutier-en-l'Île                              |
| Église Notre-Dame-de-l'Assomption de Notre-Dame-de-Monts                   | Notre-Dame-de-Monts                                        |         | 46° 49′ 53″ nord, 2° 07′ 52″ ouest |                |                |                | Image manquante Téléverser                                                 |
| Église Notre-Dame-de-l'Assomption de Notre-Dame-de-Riez                    | Notre-Dame-de-Riez                                         |         | 46° 44′ 42″ nord, 1° 54′ 27″ ouest |                |                |                | Église Notre-Dame-de-l'Assomption de Notre-Dame-de-Riez                    |
| Église Sainte-Marie d'Olonne-sur-Mer                                       | Olonne-sur-Mer                                             |         | 46° 32′ 12″ nord, 1° 46′ 25″ ouest | « PA00110191 » | Classé         | 1908           | Église Sainte-Marie d'Olonne-sur-Mer                                       |
| Église Saint-Vincent de L'Orbrie                                           | L'Orbrie                                                   |         | 46° 29′ 17″ nord, 0° 47′ 00″ ouest |                |                |                | Église Saint-Vincent de L'Orbrie                                           |
| Église Notre-Dame d'Oulmes                                                 | Oulmes                                                     |         | 46° 23′ 54″ nord, 0° 39′ 52″ ouest | « PA00110194 » | Classé         | 1930           | Église Notre-Dame d'Oulmes                                                 |
| Église Saint-Gilles de Palluau                                             | Palluau                                                    |         | 46° 48′ 10″ nord, 1° 37′ 29″ ouest |                |                |                | Image manquante Téléverser                                                 |
| Église Saint-Sulpice de Péault                                             | Péault                                                     |         | 46° 30′ 10″ nord, 1° 13′ 17″ ouest |                |                |                | Église Saint-Sulpice de Péault                                             |
| Église de la Transfiguration-de-Notre-Seigneur du Perrier                  | Le Perrier                                                 |         | 46° 49′ 13″ nord, 1° 59′ 38″ ouest |                |                |                | Église de la Transfiguration-de-Notre-Seigneur du Perrier                  |
| Église Saint-Julien de Petosse                                             | Petosse                                                    |         | 46° 28′ 51″ nord, 0° 54′ 37″ ouest | « PA00110306 » | Inscrit        | 1991           | Église Saint-Julien de Petosse                                             |
| Église Notre-Dame-de-l'Assomption des Pineaux                              | Les Pineaux                                                |         | 46° 35′ 44″ nord, 1° 10′ 48″ ouest |                |                |                | Église Notre-Dame-de-l'Assomption des Pineaux                              |
| Église Saint-Remi de Pissotte                                              | Pissotte                                                   |         | 46° 29′ 49″ nord, 0° 48′ 27″ ouest |                |                |                | Église Saint-Remi de Pissotte                                              |
| Église Saint-Nicolas du Poiré-sur-Velluire                                 | Le Poiré-sur-Velluire                                      |         | 46° 24′ 45″ nord, 0° 53′ 42″ ouest |                |                |                | Église Saint-Nicolas du Poiré-sur-Velluire                                 |
| Église Saint-Pierre du Poiré-sur-Vie                                       | Le Poiré-sur-Vie                                           |         | 46° 46′ 06″ nord, 1° 30′ 38″ ouest |                |                |                | Église Saint-Pierre du Poiré-sur-Vie                                       |
| Église Saint-Eutrope de Poiroux                                            | Poiroux                                                    |         | 46° 30′ 20″ nord, 1° 32′ 02″ ouest |                |                |                | Église Saint-Eutrope de Poiroux                                            |
| Église Saint-Rémi de Pouillé                                               | Pouillé                                                    |         | 46° 30′ 24″ nord, 0° 56′ 54″ ouest | « PA00110200 » | Classé         | 1906           | Église Saint-Rémi de Pouillé                                               |
| Église Saint-Jacques de Pouzauges                                          | Pouzauges                                                  |         | 46° 47′ 00″ nord, 0° 50′ 10″ ouest | « PA00110202 » | Inscrit        | 1932           | Église Saint-Jacques de Pouzauges                                          |
| Église Notre-Dame du Vieux-Pouzauges                                       | Pouzauges                                                  |         | 46° 46′ 30″ nord, 0° 49′ 33″ ouest | « PA00110203 » | Classé         | 1939           | Église Notre-Dame du Vieux-Pouzauges                                       |
| Église Saint-Loup de Puy-de-Serre                                          | Puy-de-Serre                                               |         | 46° 33′ 44″ nord, 0° 40′ 06″ ouest | « PA00110206 » | Inscrit        | 1932           | Église Saint-Loup de Puy-de-Serre                                          |
| Église Notre-Dame-de-l'Assomption de Puyravault                            | Puyravault                                                 |         | 46° 22′ 43″ nord, 1° 05′ 07″ ouest | « PA00110308 » | Inscrit        | 1991           | Église Notre-Dame-de-l'Assomption de Puyravault                            |
| Église Saint-Charles de La Rabatelière                                     | La Rabatelière                                             |         | 46° 51′ 40″ nord, 1° 15′ 22″ ouest |                |                |                | Église Saint-Charles de La Rabatelière                                     |
| Église Notre-Dame de Réaumur                                               | Réaumur                                                    |         | 46° 43′ 12″ nord, 0° 48′ 12″ ouest | « PA00110208 » | Inscrit        | 1927           | Église Notre-Dame de Réaumur                                               |
| Église Notre-Dame-de-l'Assomption de La Réorthe                            | La Réorthe                                                 |         | 46° 36′ 25″ nord, 1° 03′ 01″ ouest |                |                |                | Église Notre-Dame-de-l'Assomption de La Réorthe                            |
| Église Saint-Sauveur de Chaillé-sous-les-Ormeaux                           | Rives de l'Yon                                             |         | 46° 35′ 03″ nord, 1° 21′ 56″ ouest |                |                |                | Église Saint-Sauveur de Chaillé-sous-les-Ormeaux                           |
| Église Saint-Florent de Saint-Florent-des-Bois                             | Rives de l'Yon                                             |         | 46° 35′ 34″ nord, 1° 19′ 00″ ouest |                |                |                | Église Saint-Florent de Saint-Florent-des-Bois                             |
| Église Notre-Dame de Rocheservière                                         | Rocheservière                                              |         | 46° 56′ 21″ nord, 1° 30′ 34″ ouest |                |                |                | Image manquante Téléverser                                                 |
| Église de la Bonne-Nouvelle                                                | La Roche-sur-Yon                                           |         | 46° 39′ 33″ nord, 1° 24′ 45″ ouest |                |                |                | Image manquante Téléverser                                                 |
| Église évangéliste pentecôtiste                                            | La Roche-sur-Yon                                           |         | 46° 39′ 24″ nord, 1° 26′ 35″ ouest |                |                |                | Image manquante Téléverser                                                 |
| Église Saint-Pierre du Bourg-sous-la-Roche                                 | La Roche-sur-Yon                                           |         | 46° 39′ 37″ nord, 1° 24′ 05″ ouest |                |                |                | Église Saint-Pierre du Bourg-sous-la-Roche                                 |
| Église Sainte-Bernadette des Forges                                        | La Roche-sur-Yon                                           |         | 46° 40′ 48″ nord, 1° 26′ 28″ ouest |                |                |                | Image manquante Téléverser                                                 |
| Église Notre-Dame de La Roche-sur-Yon                                      | La Roche-sur-Yon                                           |         | 46° 40′ 11″ nord, 1° 26′ 03″ ouest |                |                |                | Image manquante Téléverser                                                 |
| Église du Sacré-Cœur de La Roche-sur-Yon                                   | La Roche-sur-Yon                                           |         | 46° 40′ 38″ nord, 1° 25′ 58″ ouest |                |                |                | Église du Sacré-Cœur de La Roche-sur-Yon                                   |
| Église Saint-Hilaire de La Roche-sur-Yon                                   | La Roche-sur-Yon                                           |         | 46° 40′ 51″ nord, 1° 25′ 28″ ouest |                |                |                | Image manquante Téléverser                                                 |
| Église Saint-Louis de La Roche-sur-Yon                                     | La Roche-sur-Yon                                           |         | 46° 40′ 15″ nord, 1° 25′ 29″ ouest | « PA00110212 » | Classé         | 1982           | Église Saint-Louis de La Roche-sur-Yon                                     |
| Église Sainte-Thérèse de La Roche-sur-Yon                                  | La Roche-sur-Yon                                           |         | 46° 39′ 35″ nord, 1° 26′ 01″ ouest |                |                |                | Image manquante Téléverser                                                 |
| Église Saint-André de Saint-André-d'Ornay                                  | La Roche-sur-Yon                                           |         | 46° 39′ 53″ nord, 1° 26′ 57″ ouest |                |                |                | Image manquante Téléverser                                                 |
| Église Saint-Benoît de Rochetrejoux                                        | Rochetrejoux                                               |         | 46° 47′ 22″ nord, 0° 59′ 47″ ouest |                |                |                | Église Saint-Benoît de Rochetrejoux                                        |
| Église Saint-Médard de Rosnay                                              | Rosnay                                                     |         | 46° 32′ 26″ nord, 1° 18′ 28″ ouest |                |                |                | Église Saint-Médard de Rosnay                                              |
| Église Sainte-Marie-des-Olonnes                                            | Les Sables-d'Olonne                                        |         | 46° 32′ 12″ nord, 1° 46′ 25″ ouest |                |                |                | Image manquante Téléverser                                                 |
| Prieuré Saint-Nicolas de la Chaume                                         | Les Sables-d'Olonne                                        |         | 46° 29′ 24″ nord, 1° 47′ 41″ ouest |                |                |                | Prieuré Saint-Nicolas de la Chaume                                         |
| Église Notre-Dame-du-Bon-Port des Sables-d'Olonne                          | Les Sables-d'Olonne                                        |         | 46° 29′ 45″ nord, 1° 47′ 10″ ouest | « PA00110222 » | Classé         | 1993           | Église Notre-Dame-du-Bon-Port des Sables-d'Olonne                          |
| Église Saint-Michel des Sables-d'Olonne                                    | Les Sables-d'Olonne                                        |         | 46° 30′ 04″ nord, 1° 46′ 39″ ouest |                |                |                | Image manquante Téléverser                                                 |
| Église Saint-Pierre des Sables-d'Olonne                                    | Les Sables-d'Olonne                                        |         | 46° 29′ 31″ nord, 1° 46′ 22″ ouest |                |                |                | Église Saint-Pierre des Sables-d'Olonne                                    |
| Église Saint-André de Saint-André-Goule-d’Oie                              | Saint-André-Goule-d'Oie                                    |         | 46° 50′ 00″ nord, 1° 11′ 29″ ouest |                |                |                | Église Saint-André de Saint-André-Goule-d’Oie                              |
| Église Saint-Aubin de Saint-Aubin-des-Ormeaux                              | Saint-Aubin-des-Ormeaux                                    |         | 46° 59′ 30″ nord, 1° 02′ 38″ ouest |                |                |                | Église Saint-Aubin de Saint-Aubin-des-Ormeaux                              |
| Église Saint-Aubin de Saint-Aubin-la-Plaine                                | Saint-Aubin-la-Plaine                                      |         | 46° 30′ 28″ nord, 1° 03′ 35″ ouest | « PA00110225 » | Inscrit        | 1984           | Église Saint-Aubin de Saint-Aubin-la-Plaine                                |
| Église Sainte-Walburge de Saint-Avaugourd-des-Landes                       | Saint-Avaugourd-des-Landes                                 |         | 46° 30′ 48″ nord, 1° 29′ 04″ ouest |                |                |                | Église Sainte-Walburge de Saint-Avaugourd-des-Landes                       |
| Église Saint-Benoît de Saint-Benoist-sur-Mer                               | Saint-Benoist-sur-Mer                                      |         | 46° 25′ 27″ nord, 1° 21′ 12″ ouest | « PA00110227 » | Inscrit        | 1956           | Église Saint-Benoît de Saint-Benoist-sur-Mer                               |
| Église Saint-Christophe de Saint-Christophe-du-Ligneron                    | Saint-Christophe-du-Ligneron                               |         | 46° 49′ 26″ nord, 1° 45′ 42″ ouest |                |                |                | Église Saint-Christophe de Saint-Christophe-du-Ligneron                    |
| Église Saint-Cyr de Saint-Cyr-des-Gâts                                     | Saint-Cyr-des-Gâts                                         |         | 46° 34′ 10″ nord, 0° 53′ 07″ ouest |                |                |                | Église Saint-Cyr de Saint-Cyr-des-Gâts                                     |
| Église Saint-Cyr de Saint-Cyr-en-Talmondais                                | Saint-Cyr-en-Talmondais                                    |         | 46° 27′ 36″ nord, 1° 20′ 15″ ouest |                |                |                | Église Saint-Cyr de Saint-Cyr-en-Talmondais                                |
| Église Saint-Denis de Saint-Denis-du-Payré                                 | Saint-Denis-du-Payré                                       |         | 46° 24′ 24″ nord, 1° 16′ 02″ ouest | « PA00110309 » | Inscrit        | 1991           | Église Saint-Denis de Saint-Denis-du-Payré                                 |
| Église Saint-Denis de Saint-Denis-la-Chevasse                              | Saint-Denis-la-Chevasse                                    |         | 46° 49′ 20″ nord, 1° 21′ 27″ ouest |                |                |                | Église Saint-Denis de Saint-Denis-la-Chevasse                              |
| Église Saint-Étienne de Saint-Étienne-de-Brillouet                         | Saint-Étienne-de-Brillouet                                 |         | 46° 31′ 27″ nord, 1° 00′ 00″ ouest | « PA00110231 » | Inscrit        | 1981           | Église Saint-Étienne de Saint-Étienne-de-Brillouet                         |
| Église Saint-Étienne de Saint-Étienne-du-Bois                              | Saint-Étienne-du-Bois                                      |         | 46° 49′ 50″ nord, 1° 35′ 42″ ouest |                |                |                | Église Saint-Étienne de Saint-Étienne-du-Bois                              |
| Église Saint-Fulgence de Saint-Fulgent                                     | Saint-Fulgent                                              |         | 46° 51′ 02″ nord, 1° 10′ 30″ ouest |                |                |                | Église Saint-Fulgence de Saint-Fulgent                                     |
| Église Saint-Georges de Saint-Georges-de-Montaigu                          | Saint-Georges-de-Montaigu                                  |         | 46° 56′ 50″ nord, 1° 17′ 44″ ouest |                |                |                | Église Saint-Georges de Saint-Georges-de-Montaigu                          |
| Église Saint-Georges de Saint-Georges-de-Pointindoux                       | Saint-Georges-de-Pointindoux                               |         | 46° 38′ 39″ nord, 1° 37′ 21″ ouest |                |                |                | Église Saint-Georges de Saint-Georges-de-Pointindoux                       |
| Église Saint-Germain de Saint-Germain-de-Prinçay                           | Saint-Germain-de-Prinçay                                   |         | 46° 43′ 15″ nord, 1° 01′ 12″ ouest |                |                |                | Image manquante Téléverser                                                 |
| Église Saint-Gervais de Saint-Gervais                                      | Saint-Gervais                                              |         | 46° 54′ 08″ nord, 2° 00′ 02″ ouest |                |                |                | Église Saint-Gervais de Saint-Gervais                                      |
| Église Sainte-Croix de Croix-de-Vie                                        | Saint-Gilles-Croix-de-Vie                                  |         | 46° 41′ 49″ nord, 1° 56′ 23″ ouest |                |                |                | Église Sainte-Croix de Croix-de-Vie                                        |
| Église Saint-Gilles de Saint-Gilles-Croix-de-Vie                           | Saint-Gilles-Croix-de-Vie                                  |         | 46° 41′ 45″ nord, 1° 56′ 00″ ouest | « PA00110239 » | Inscrit        | 1926           | Église Saint-Gilles de Saint-Gilles-Croix-de-Vie                           |
| Église Saint-Hilaire de Saint-Hilaire-de-Loulay                            | Saint-Hilaire-de-Loulay                                    |         | 47° 00′ 14″ nord, 1° 19′ 58″ ouest | « PA85000031 » | Inscrit        | 2007           | Image manquante Téléverser                                                 |
| Église Saint-Hilaire de Saint-Hilaire-de-Riez                              | Saint-Hilaire-de-Riez                                      |         | 46° 43′ 14″ nord, 1° 56′ 43″ ouest |                |                |                | Église Saint-Hilaire de Saint-Hilaire-de-Riez                              |
| Église Saint-Hilaire de Saint-Hilaire-des-Loges                            | Saint-Hilaire-des-Loges                                    |         | 46° 28′ 16″ nord, 0° 39′ 53″ ouest | « PA00110248 » | Inscrit        | 1926           | Église Saint-Hilaire de Saint-Hilaire-des-Loges                            |
| Église Saint-Hilaire de Saint-Hilaire-de-Voust                             | Saint-Hilaire-de-Voust                                     |         | 46° 35′ 26″ nord, 0° 38′ 57″ ouest |                |                |                | Église Saint-Hilaire de Saint-Hilaire-de-Voust                             |
| Église Saint-Hilaire de Saint-Hilaire-la-Forêt                             | Saint-Hilaire-la-Forêt                                     |         | 46° 26′ 53″ nord, 1° 31′ 30″ ouest |                |                |                | Église Saint-Hilaire de Saint-Hilaire-la-Forêt                             |
| Église Saint-Hilaire de Saint-Hilaire-le-Vouhis                            | Saint-Hilaire-le-Vouhis                                    |         | 46° 41′ 15″ nord, 1° 07′ 48″ ouest |                |                |                | Église Saint-Hilaire de Saint-Hilaire-le-Vouhis                            |
| Église Saint-Jean de Saint-Jean-de-Beugné                                  | Saint-Jean-de-Beugné                                       |         | 46° 31′ 17″ nord, 1° 05′ 06″ ouest |                |                |                | Église Saint-Jean de Saint-Jean-de-Beugné                                  |
| Église Saint-Jean-Baptiste de Saint-Jean-de-Monts                          | Saint-Jean-de-Monts                                        |         | 46° 47′ 36″ nord, 2° 03′ 42″ ouest |                |                |                | Église Saint-Jean-Baptiste de Saint-Jean-de-Monts                          |
| Église Saint-Georges de Saint-Juire-Champgillon                            | Saint-Juire-Champgillon                                    |         | 46° 34′ 42″ nord, 1° 01′ 35″ ouest | « PA00110249 » | Inscrit        | 1984           | Église Saint-Georges de Saint-Juire-Champgillon                            |
| Église Saint-Julien de Saint-Julien-des-Landes                             | Saint-Julien-des-Landes                                    |         | 46° 38′ 24″ nord, 1° 42′ 49″ ouest |                |                |                | Image manquante Téléverser                                                 |
| Église Saint-Laurent de Saint-Laurent-de-la-Salle                          | Saint-Laurent-de-la-Salle                                  |         | 46° 34′ 07″ nord, 0° 55′ 01″ ouest |                |                |                | Église Saint-Laurent de Saint-Laurent-de-la-Salle                          |
| Basilique Saint-Louis-Marie Grignon-de-Montfort de Saint-Laurent-sur-Sèvre | Saint-Laurent-sur-Sèvre                                    |         | 46° 57′ 30″ nord, 0° 53′ 22″ ouest |                |                |                | Basilique Saint-Louis-Marie Grignon-de-Montfort de Saint-Laurent-sur-Sèvre |
| Église Saint-Maixent de Saint-Maixent-sur-Vie                              | Saint-Maixent-sur-Vie                                      |         | 46° 44′ 27″ nord, 1° 49′ 18″ ouest |                |                |                | Église Saint-Maixent de Saint-Maixent-sur-Vie                              |
| Église Saint-Malo de Saint-Malô-du-Bois                                    | Saint-Malô-du-Bois                                         |         | 46° 55′ 44″ nord, 0° 54′ 06″ ouest |                |                |                | Église Saint-Malo de Saint-Malô-du-Bois                                    |
| Église Saint-Médard de Saint-Mars-la-Réorthe                               | Saint-Mars-la-Réorthe                                      |         | 46° 51′ 46″ nord, 0° 55′ 33″ ouest |                |                |                | Église Saint-Médard de Saint-Mars-la-Réorthe                               |
| Église Saint-Martin de Saint-Martin-de-Fraigneau                           | Saint-Martin-de-Fraigneau                                  |         | 46° 26′ 02″ nord, 0° 44′ 43″ ouest |                |                |                | Église Saint-Martin de Saint-Martin-de-Fraigneau                           |
| Église Saint-Martin de Saint-Martin-des-Fontaines                          | Saint-Martin-des-Fontaines                                 |         | 46° 32′ 26″ nord, 0° 54′ 17″ ouest |                |                |                | Église Saint-Martin de Saint-Martin-des-Fontaines                          |
| Église Saint-Martin de Saint-Martin-des-Noyers                             | Saint-Martin-des-Noyers                                    |         | 46° 43′ 18″ nord, 1° 10′ 42″ ouest |                |                |                | Image manquante Téléverser                                                 |
| Église Saint-Martin de Saint-Martin-des-Tilleuls                           | Saint-Martin-des-Tilleuls                                  |         | 46° 58′ 26″ nord, 1° 03′ 01″ ouest |                |                |                | Église Saint-Martin de Saint-Martin-des-Tilleuls                           |
| Église Saint-Martin de Saint-Martin-Lars-en-Sainte-Hermine                 | Église Saint-Martin de Saint-Martin-Lars-en-Sainte-Hermine |         | 46° 35′ 30″ nord, 0° 58′ 43″ ouest | « PA00110254 » | Classé         | 1987           | Église Saint-Martin de Saint-Martin-Lars-en-Sainte-Hermine                 |
| Église Saint-Mathurin de Saint-Mathurin                                    | Saint-Mathurin                                             |         | 46° 33′ 53″ nord, 1° 42′ 50″ ouest |                |                |                | Église Saint-Mathurin de Saint-Mathurin                                    |
| Église Saint-Maurice de Saint-Maurice-des-Noues                            | Saint-Maurice-des-Noues                                    |         | 46° 36′ 13″ nord, 0° 43′ 24″ ouest |                |                |                | Église Saint-Maurice de Saint-Maurice-des-Noues                            |
| Église Saint-Maurice de Saint-Maurice-le-Girard                            | Saint-Maurice-le-Girard                                    |         | 46° 38′ 37″ nord, 0° 48′ 21″ ouest |                |                |                | Église Saint-Maurice de Saint-Maurice-le-Girard                            |
| Église Saint-Maximin de Saint-Mesmin                                       | Saint-Mesmin                                               |         | 46° 47′ 34″ nord, 0° 43′ 56″ ouest |                |                |                | Église Saint-Maximin de Saint-Mesmin                                       |
| Église Saint-Michel de Saint-Michel-en-l'Herm                              | Saint-Michel-en-l'Herm                                     |         | 46° 21′ 16″ nord, 1° 15′ 01″ ouest |                |                |                | Église Saint-Michel de Saint-Michel-en-l'Herm                              |
| Église Saint-Michel de Saint-Michel-le-Cloucq                              | Saint-Michel-le-Cloucq                                     |         | 46° 29′ 08″ nord, 0° 45′ 12″ ouest |                |                |                | Église Saint-Michel de Saint-Michel-le-Cloucq                              |
| Église Saint-Paul de Saint-Paul-en-Pareds                                  | Saint-Paul-en-Pareds                                       |         | 46° 49′ 27″ nord, 0° 59′ 04″ ouest | « PA00110259 » | Inscrit        | 1984           | Église Saint-Paul de Saint-Paul-en-Pareds                                  |
| Église Saint-Paul de Saint-Paul-Mont-Penit                                 | Saint-Paul-Mont-Penit                                      |         | 46° 47′ 52″ nord, 1° 39′ 44″ ouest |                |                |                | Église Saint-Paul de Saint-Paul-Mont-Penit                                 |
| Église Saint-Philbert de Saint-Philbert-de-Bouaine                         | Saint-Philbert-de-Bouaine                                  |         | 46° 59′ 06″ nord, 1° 31′ 18″ ouest |                |                |                | Image manquante Téléverser                                                 |
| Église Saint-Pierre de Saint-Pierre-du-Chemin                              | Saint-Pierre-du-Chemin                                     |         | 46° 41′ 46″ nord, 0° 42′ 01″ ouest | « PA00110261 » | Classé         | 1906           | Église Saint-Pierre de Saint-Pierre-du-Chemin                              |
| Église Saint-Roch de Chalais                                               | Saint-Pierre-le-Vieux                                      |         | 46° 23′ 15″ nord, 0° 44′ 59″ ouest | « PA00110262 » | Inscrit        | 1927           | Église Saint-Roch de Chalais                                               |
| Église Saint-Pierre de Saint-Pierre-le-Vieux                               | Saint-Pierre-le-Vieux                                      |         | 46° 23′ 15″ nord, 0° 44′ 59″ ouest |                |                |                | Église Saint-Pierre de Saint-Pierre-le-Vieux                               |
| Église Saint-Mathurin de Saint-Prouant                                     | Saint-Prouant                                              |         | 46° 45′ 30″ nord, 0° 57′ 26″ ouest |                |                |                | Image manquante Téléverser                                                 |
| Église Saint-Révérend de Saint-Révérend                                    | Saint-Révérend                                             |         | 46° 41′ 58″ nord, 1° 49′ 45″ ouest |                |                |                | Image manquante Téléverser                                                 |
| Église Saint-Sigismond de Saint-Sigismond                                  | Saint-Sigismond                                            |         | 47° 27′ 15″ nord, 0° 56′ 34″ ouest |                |                |                | Église Saint-Sigismond de Saint-Sigismond                                  |
| Église Saint-Sulpice de Saint-Sulpice-en-Pareds                            | Saint-Sulpice-en-Pareds                                    |         | 46° 36′ 06″ nord, 0° 50′ 11″ ouest |                |                |                | Église Saint-Sulpice de Saint-Sulpice-en-Pareds                            |
| Église Saint-Urbain de Saint-Urbain                                        | Saint-Urbain                                               |         | 46° 52′ 32″ nord, 2° 00′ 26″ ouest |                |                |                | Église Saint-Urbain de Saint-Urbain                                        |
| Église Saint-Pierre-et-Saint-Valérien de Saint-Valérien                    | Saint-Valérien                                             |         | 46° 31′ 43″ nord, 0° 56′ 19″ ouest |                |                |                | Église Saint-Pierre-et-Saint-Valérien de Saint-Valérien                    |
| Église Saint-Vincent de Saint-Vincent-Sterlanges                           | Saint-Vincent-Sterlanges                                   |         | 46° 44′ 26″ nord, 1° 05′ 13″ ouest |                |                |                | Image manquante Téléverser                                                 |
| Église Saint-Sornin de Saint-Sornin                                        | Saint-Vincent-sur-Graon                                    |         | 46° 28′ 38″ nord, 1° 22′ 10″ ouest |                |                |                | Église Saint-Sornin de Saint-Sornin                                        |
| Église Saint-Vincent de Saint-Vincent-sur-Graon                            | Saint-Vincent-sur-Graon                                    |         | 46° 30′ 59″ nord, 1° 23′ 14″ ouest |                |                |                | Image manquante Téléverser                                                 |
| Église Saint-Vincent de Saint-Vincent-sur-Jard                             | Saint-Vincent-sur-Jard                                     |         | 46° 24′ 57″ nord, 1° 32′ 52″ ouest |                |                |                | Église Saint-Vincent de Saint-Vincent-sur-Jard                             |
| Église Sainte-Cécile de Sainte-Cécile                                      | Sainte-Cécile                                              |         | 46° 44′ 39″ nord, 1° 06′ 49″ ouest | « PA85000030 » | Inscrit        | 2007           | Église Sainte-Cécile de Sainte-Cécile                                      |
| Église Sainte-Flaive de Sainte-Flaive-des-Loups                            | Sainte-Flaive-des-Loups                                    |         | 46° 36′ 41″ nord, 1° 34′ 47″ ouest |                |                |                | Église Sainte-Flaive de Sainte-Flaive-des-Loups                            |
| Église Sainte-Foy de Sainte-Foy                                            | Sainte-Foy                                                 |         | 46° 32′ 44″ nord, 1° 40′ 21″ ouest |                |                |                | Église Sainte-Foy de Sainte-Foy                                            |
| Église Sainte-Gemme de Sainte-Gemme-la-Plaine                              | Sainte-Gemme-la-Plaine                                     |         | 46° 29′ 01″ nord, 1° 06′ 50″ ouest | « PA00135563 » | Inscrit        | 1995           | Image manquante Téléverser                                                 |
| Église Notre-Dame de Sainte-Hermine                                        | Sainte-Hermine                                             |         | 46° 33′ 27″ nord, 1° 03′ 21″ ouest | « PA00110242 » | Inscrit        | 1989           | Église Notre-Dame de Sainte-Hermine                                        |
| Église Saint-Pierre de Simon-la-Vineuse                                    | Sainte-Hermine                                             |         | 46° 33′ 43″ nord, 1° 05′ 08″ ouest | « PA00110297 » | Inscrit        | 1990           | Église Saint-Pierre de Simon-la-Vineuse                                    |
| Église Sainte-Radégonde de Sainte-Radégonde-des-Noyers                     | Sainte-Radégonde-des-Noyers                                |         | 46° 22′ 39″ nord, 1° 03′ 33″ ouest |                |                |                | Église Sainte-Radégonde de Sainte-Radégonde-des-Noyers                     |
| Ancienne église Saint-Martin de Sallertaine                                | Sallertaine                                                |         | 46° 51′ 35″ nord, 1° 57′ 35″ ouest | « PA00110268 » | Classé         | 1910 1912      | Ancienne église Saint-Martin de Sallertaine                                |
| Église Saint-Martin de Sallertaine                                         | Sallertaine                                                |         | 46° 51′ 33″ nord, 1° 57′ 29″ ouest |                |                |                | Église Saint-Martin de Sallertaine                                         |
| Église Saint-Hilaire de Sérigné                                            | Sérigné                                                    |         | 46° 30′ 05″ nord, 0° 50′ 41″ ouest | « PA00110271 » | Inscrit        | 1989           | Église Saint-Hilaire de Sérigné                                            |
| Église Notre-Dame-de-l'Assomption de Châtelliers                           | Sèvremont                                                  |         | 46° 51′ 19″ nord, 0° 49′ 12″ ouest | « PA00110072 » | Inscrit        | 1935           | Église Notre-Dame-de-l'Assomption de Châtelliers                           |
| Église Notre-Dame-de-l'Assomption de La Flocellière                        | Sèvremont                                                  |         | 46° 49′ 58″ nord, 0° 51′ 38″ ouest |                |                |                | Église Notre-Dame-de-l'Assomption de La Flocellière                        |
| Église Saint-Martin-de-Tours de La Pommeraie-sur-Sèvre                     | Sèvremont                                                  |         | 46° 50′ 16″ nord, 0° 46′ 34″ ouest | « PA00110199 » | Inscrit        | 1984           | Église Saint-Martin-de-Tours de La Pommeraie-sur-Sèvre                     |
| Église Saint-Michel de Saint-Michel-Mont-Mercure                           | Sèvremont                                                  |         | 46° 49′ 54″ nord, 0° 52′ 58″ ouest |                |                |                | Église Saint-Michel de Saint-Michel-Mont-Mercure                           |
| Église Saint-Saturnin de Sigournais                                        | Sigournais                                                 |         | 46° 42′ 25″ nord, 0° 59′ 15″ ouest |                |                |                | Image manquante Téléverser                                                 |
| Église Saint-Hilaire de Soullans                                           | Soullans                                                   |         | 46° 47′ 46″ nord, 1° 53′ 58″ ouest |                |                |                | Église Saint-Hilaire de Soullans                                           |
| Église Saint-Melaine du Tablier                                            | Le Tablier                                                 |         | 46° 34′ 26″ nord, 1° 20′ 36″ ouest |                |                |                | Église Saint-Melaine du Tablier                                            |
| Église du Sacré-Cœur de La Taillée                                         | La Taillée                                                 |         | 46° 22′ 42″ nord, 0° 55′ 39″ ouest |                |                |                | Église du Sacré-Cœur de La Taillée                                         |
| Église Sainte-Gemme de Sainte-Gemme-des-Bruyères                           | Tallud-Sainte-Gemme                                        |         | 46° 41′ 13″ nord, 0° 53′ 05″ ouest |                |                |                | Église Sainte-Gemme de Sainte-Gemme-des-Bruyères                           |
| Église Saint-Hilaire de Talmont                                            | Talmont-Saint-Hilaire                                      |         | 46° 28′ 12″ nord, 1° 36′ 09″ ouest | « PA00110277 » | Inscrit        | 1927           | Église Saint-Hilaire de Talmont                                            |
| Église Saint-Pierre de Talmont                                             | Talmont-Saint-Hilaire                                      |         | 46° 28′ 06″ nord, 1° 37′ 04″ ouest |                |                |                | Église Saint-Pierre de Talmont                                             |
| Église Sainte-Quitterie de La Tardière/                                    | La Tardière                                                |         | 46° 39′ 42″ nord, 0° 43′ 56″ ouest |                |                |                | Église Sainte-Quitterie de La Tardière/                                    |
| Église Saint-Pierre de Thiré                                               | Thiré                                                      |         | 46° 33′ 01″ nord, 1° 00′ 29″ ouest | « PA00110279 » | Inscrit        | 1927           | Église Saint-Pierre de Thiré                                               |
| Église Saint-Denis de Thorigny                                             | Thorigny                                                   |         | 46° 36′ 46″ nord, 1° 14′ 26″ ouest |                |                |                | Église Saint-Denis de Thorigny                                             |
| Église Notre-Dame-de-l'Assomption de Thouarsais                            | Thouarsais-Bouildroux                                      |         | 46° 37′ 15″ nord, 0° 52′ 47″ ouest |                |                |                | Église Notre-Dame-de-l'Assomption de Thouarsais                            |
| Église Saint-Martin de Bouildroux                                          | Thouarsais-Bouildroux                                      |         | à géolocaliser                     |                |                |                | Image manquante Téléverser                                                 |
| Église Notre-Dame de Tiffauges                                             | Tiffauges                                                  |         | 47° 00′ 51″ nord, 1° 06′ 46″ ouest |                |                |                | Église Notre-Dame de Tiffauges                                             |
| Église Saint-Jean de Tiffauges                                             | Tiffauges                                                  |         | 47° 00′ 50″ nord, 1° 06′ 58″ ouest | « PA00110282 » | Inscrit        | 1926           | Image manquante Téléverser                                                 |
| Église Saint-Nicolas de La Tranche-sur-Mer                                 | La Tranche-sur-Mer                                         |         | 46° 20′ 36″ nord, 1° 26′ 17″ ouest |                |                |                | Église Saint-Nicolas de La Tranche-sur-Mer                                 |
| Église Saint-Martin-de-Tours de Treize-Septiers                            | Treize-Septiers                                            |         | 46° 59′ 01″ nord, 1° 13′ 52″ ouest |                |                |                | Église Saint-Martin-de-Tours de Treize-Septiers                            |
| Église Notre-Dame-de-l'Assomption de Treize-Vents                          | Treize-Vents                                               |         | 46° 55′ 15″ nord, 0° 50′ 51″ ouest |                |                |                | Église Notre-Dame-de-l'Assomption de Treize-Vents                          |
| Église Saint-Jean-l'Évangéliste de Triaize                                 | Triaize                                                    |         | 46° 23′ 38″ nord, 1° 12′ 03″ ouest |                |                |                | Église Saint-Jean-l'Évangéliste de Triaize                                 |
| Église Saint-Pierre de Vairé                                               | Vairé                                                      |         | 46° 36′ 06″ nord, 1° 45′ 19″ ouest |                |                |                | Image manquante Téléverser                                                 |
| Église Saint-Jean-Baptiste de Velluire                                     | Velluire                                                   |         | 46° 24′ 18″ nord, 0° 53′ 37″ ouest | « PA00110284 » | Inscrit        | 1927           | Église Saint-Jean-Baptiste de Velluire                                     |
| Église Saint-Pierre de Venansault                                          | Venansault                                                 |         | 46° 41′ 10″ nord, 1° 30′ 43″ ouest |                |                |                | Église Saint-Pierre de Venansault                                          |
| Église Notre-Dame-de-l'Assomption de Vendrennes                            | Vendrennes                                                 |         | 46° 49′ 31″ nord, 1° 07′ 26″ ouest |                |                |                | Image manquante Téléverser                                                 |
| Église Saint-Maixent de La Verrie                                          | La Verrie                                                  |         | 46° 57′ 37″ nord, 0° 59′ 44″ ouest |                |                |                | Église Saint-Maixent de La Verrie                                          |
| Ancienne église Notre-Dame-de-l'Assomption de Vix                          | Vix                                                        |         | 46° 21′ 52″ nord, 0° 51′ 29″ ouest |                |                |                | Image manquante Téléverser                                                 |
| Église Notre-Dame-de-l'Assomption de Vix                                   | Vix                                                        |         | 46° 21′ 52″ nord, 0° 51′ 30″ ouest |                |                |                | Église Notre-Dame-de-l'Assomption de Vix                                   |
| Église Saint-Maxent de Vouillé-les-Marais                                  | Vouillé-les-Marais                                         |         | 46° 23′ 18″ nord, 0° 57′ 48″ ouest | « PA00110286 » | Inscrit        | 1984           | Église Saint-Maxent de Vouillé-les-Marais                                  |
| Église Notre-Dame-de-l'Assomption de Vouvant                               | Vouvant                                                    |         | 46° 34′ 19″ nord, 0° 46′ 11″ ouest | « PA00110287 » | Classé         | 1840 1940 1942 | Église Notre-Dame-de-l'Assomption de Vouvant                               |
| Église Saint-Pierre de Xanton-Chassenon                                    | Xanton-Chassenon                                           |         | 46° 27′ 13″ nord, 0° 41′ 35″ ouest | « PA00110291 » | Inscrit        | 1927           | Église Saint-Pierre de Xanton-Chassenon                                    |